# Трихатське
Триха́тське — село в Україні, у Степівській сільській громаді Миколаївського району Миколаївської області. Населення становить 35 осіб.

## Історія
Перший хутір, тоді ще без певної назви виник на місці сучасного селища Трихатське в 60-х роках ХІХ століття, і на мапі позначався просто літерою «Х». Фактично, то була невелика кількість сімей, котрі доглядали за худобою. Всі вони були переселенцями з с. Трихати, звідси й назва хутора – Трихатський.
На 1882 рік у поселенні зазначено 12 домогосподарств та 61 житель. З них 45 православних та 16 католиків. Щодо роду занять місцевих жителів, то 41 займався сільським господарством, 10 числилися ремісниками, ще 10 вказані як особи, що займаються іншими заняттями. Присутність у поселенні німецького населення породило другу його назву — Хутір Бехлєра.
В 1916 році в 4-х верстах на північний схід від села Гальбштадт існував хутір Трихатський, з чотирьох дворів та 22 жителів. На той час там знаходилися панські кошари та пташник. Поступово хутір розростався, ставав, багатолюдним.
В 1929 році на Трихатському хуторі організований колгосп ім. Шевченка, який об'єднав 230 осіб, що мешкали у 54 дворах. Колгосп обробляв 1011 га землі. Головою правління працював Мойсей Йосипович Тупікін. У 1951 році господарство стало бригадою колгоспу ім. Тельмана (село Новоселівка), а з 1957 року – радгоспу «Криничанський». Тут займалися відгодівлею свиней та вівчарством.
Поступово була занедбана соціально-побутова сфера. Люди покидали хутір. Зараз в ньому лишилося декілька сімей.